# 제70회 영국 아카데미 영화상
제70회 영국 아카데미 영화상은 2016년 한해 영국 극장에서 공개된 영화·다큐멘터리 작품을 대상으로 수상된다. 영국 영화 텔레비전 예술 아카데미가 주관하여 총 25개 부문을 시상한다. 시상식은 영국 현지 시각으로 2017년 2월 12일 런던 로열 앨버트 홀에서 열렸다. 시상식 진행자는 스티븐 프라이이다.
시상 결과, 데이미언 셔젤의 《라라랜드》가 작품상과 감독상, 여우주연상, 촬영상, 음악상을 수상하며 총 5개 부문으로 최다 수상 작품이 되었다.

## 수상 및 후보
후보자와 후보작은 2017년 1월 10일 공개되었다. 수상자는 최상단의 굵은 글씨로 강조된 작품이다.
| 작품상 | 감독상 |
| --- | --- |
| 《라라랜드》 - 프레드 버거, 조던 호로위츠, 마크 플랫 - 《컨택트》 - 댄 러빈, 숀 레비, 데이비드 린드, 에런 라이더 - 《나, 다니엘 블레이크》 - 리베카 오브라이언 - 《맨체스터 바이 더 씨》 - 로런 벡, 맷 데이먼, 크리스 무어, 킴벌리 스튜어드, 케빈 J. 월시 - 《문라이트》 - 디디 가드너, 제러미 클라이너, 아델 로만스키 | 데이미언 셔젤 - 《라라랜드》 - 톰 포드 - 《녹터널 애니멀스》 - 켄 로치 - 《나, 다니엘 블레이크》 - 케네스 로너건 - 《맨체스터 바이 더 씨》 - 드니 빌뇌브 - 《컨택트》 |
| 남우주연상 | 여우주연상 |
| 케이시 애플렉 - 《맨체스터 바이 더 씨》의 리 챈들러 역 - 앤드루 가필드 - 《핵소 고지》의 데즈먼드 T. 도스 역 - 라이언 고슬링 - 《라라랜드》의 세바스찬 와일더 역 - 제이크 질런홀 - 《녹터널 애니멀스》의 에드워드 셰필드 / 토니 헤이스팅스 역 - 비고 모텐슨 - 《캡틴 판타스틱》의 벤 캐시 역 | 엠마 스톤 - 《라라랜드》의 미아 돌런 역 - 에이미 애덤스 - 《컨택트》의 루이즈 뱅크스 역 - 에밀리 블런트 - 《걸 온 더 트레인》의 레이철 왓슨 역 - 내털리 포트먼 - 《재키》의 재클린 케네디 역 - 메릴 스트립 - 《플로렌스》의 플로렌스 포스터 젱킨스 역 |
| 남우조연상 | 여우조연상 |
| 데브 파텔 - 《라이언》의 서루 브리얼리 역 - 마허샬라 알리 - 《문라이트》의 후안 역 - 제프 브리지스 - 《로스트 인 더스트》의 마커스 해밀턴 역 - 휴 그랜트 - 《플로렌스》의 세인트클레어 베이필드 역 - 에런 테일러존슨 - 《녹터널 애니멀스》의 레이 마커스 역 | 비올라 데이비스 - 《펜스》의 로즈 맥슨 역 - 나오미 해리스 - 《문라이트》의 폴라 역 - 니콜 키드먼 - 《라이언》의 수 브리얼리 역 - 헤일리 스콰이어스 - 《나, 다니엘 블레이크》의 케이티 모건 - 미셸 윌리엄스 - 《맨체스터 바이 더 씨》의 랜디 역 |
| 각본상 | 각색상 |
| 케네스 로너건 - 《맨체스터 바이 더 씨》 - 데이미언 셔젤 - 《라라랜드》 - 배리 젱킨스 - 《문라이트》 - 폴 래버티 - 《나, 다니엘 블레이크》 - 테일러 셰리던 - 《로스트 인 더스트》 | 루크 데이비스 - 《라이언》 - 톰 포드 - 《녹터널 애니멀스》 - 에릭 하이저러 - 《컨택트》 - 시어도어 멜피, 앨리슨 슈로더 - 《히든 피겨스》 - 로버트 솅컨, 앤드루 나이트 - 《핵소 고지》 |
| 촬영상 | 신인 작가·감독·제작자상 |
| 리누스 산드그렌 - 《라라랜드》 - 브래드퍼드 영 - 《컨택트》 - Giles Nuttgens - 《로스트 인 더스트》 - 그레그 프레이저 - 《라이언》 - 셰이머스 맥가비 - 《녹터널 애니멀스》 | 바바크 안바리(작가/감독), 에밀리 리오, 올리버 로스킬, 루칸 토(제작) - 《어둠의 여인》 - 마이크 케리(작가), 커밀 게이틴(제작) - 《멜라니: 인류의 마지막 희망인 소녀》 - 조지 암폰사(작가/감독/제작), 디온 워커(작가/제작) - 《더 하드 스톱》 - 피터 미들턴(작가/감독/제작), 제임스 스피니(작가/감독), 조조 엘리슨(제작) - 《실명에 관한 노트》 - 존 도널리(작가), 벤 A. 윌리엄스(감독) - 《더 패스》                 |
| 영국 영화상 | 다큐멘터리상 |
| 《나, 다니엘 블레이크》 - 켄 로치, 리베카 오브라이언, 폴 래버티 - 《아메리칸 허니: 방황하는 별의 노래》 - 앤드리아 아널드, 라르스 크누드센, 푸야 샤바지안, 제이 밴호이 - 《나는 부정한다》 - 게리 포스터, 러스 크래즈노프, 데이비드 헤어 - 《신비한 동물사전》 - 데이비드 예이츠, 데이비드 헤이먼, 스티브 클로브스, J. K. 롤링, 라이어널 위그럼 - 《실명에 관한 노트》 - 피터 미들턴, 제임스 스피니, 마이크 브렛, 조조 엘리슨, 스티브 제이미슨 - 《어둠의 여인》 - 바바크 안바리, 에밀리 리오, 올리버 로스킬, 루칸 토 | 《13번째》 - 에이바 듀버네이 - 《비틀스: 에잇 데이즈 어 위크》 - 론 하워드 - 《독수리를 조련하는 소녀》 - 오토 벨, 스테이시 라이스 - 《실명에 관한 노트》 - 피터 미들턴, 제임스 스피니 - 《앤서니 위너: 선거이야기》 - 조시 크리그먼, 엘리스 스타인버그 |
| 음악상 | 음향상 |
| 《라라랜드》 - 저스틴 허위츠 - 《컨택트》 - 요한 요한손 - 《재키》 - 미카 레비 - 《라이언》 - 더스틴 오핼러런, 하우슈카 - 《녹터널 애니멀스》 - 아벨 코제니오프스키 | 《컨택트》 - 실뱅 벨마르, 클로스 라에, 베르나르 가리에피 스트로블 - 《딥워터 호라이즌》 - 드로르 모하르, 마이크 프레스트우드 스미스, 와일리 스테이트먼, 데이비드 와이먼 - 《신비한 동물사전》 - 니브 아디리, 글렌 프리맨틀, 사이먼 헤이스, 앤디 넬슨, 이언 탭 - 《핵소 고지》 - 피터 그레이스, 로버트 매켄지, 케빈 오코널, 앤디 라이트 - 《라라랜드》 - 밀드레드 이아트루 모건, 리아이링, 스티브 A. 모로, 앤디 넬슨 |
| 미술상 | 시각효과상 |
| 《신비한 동물사전》 - 스튜어트 크레이그, 애나 피넉 - 《닥터 스트레인지》 - 찰스 우드, 존 부시 - 《헤일, 시저!》 - 제스 곤처, 낸시 헤이그 - 《라라랜드》 - 데이비드와 샌디 레이놀즈와스코 - 《녹터널 애니멀스》 - 셰인 발렌티노, 멕 에버리스트 | 《정글북》 - 로버트 레가토, 댄 레먼, 앤드루 R. 존스, 애덤 밸디즈 - 《컨택트》 - 루이 모랭 - 《닥터 스트레인지》 - 리처드 블러프, 스티븐 세레티, 폴 코볼드, 조너선 포크너 - 《신비한 동물사전》 - 팀 버크, 파블로 그리요, 크리스티안 만츠, 데이비드 왓킨스 - 《로그 원: 스타워즈 스토리》 - 닐 코볼드, 핼 힝클, 모헨 레오, 존 놀, 나이절 섬너                                                                        |
| 의상상 | 분장상 |
| 《재키》 - 매들린 폰테인 - 《얼라이드》 - 조애나 존스턴 - 《신비한 동물사전》 - 콜린 애트우드 - 《플로렌스》 - 콘솔라타 보일 - 《라라랜드》 - 메리 조프리스 | 《플로렌스》 - J. 로에 헬런드, 대니얼 필립스 - 《닥터 스트레인지》 - 제러미 우드헤드 - 《핵소 고지》 - 셰인 토머스 - 《녹터널 애니멀스》 - 도널드 모왓, 욜란다 투싱 - 《로그 원: 스타워즈 스토리》 - 어맨다 나이트, 닐 스캔런, 리사 톰블린 |
| 편집상 | 외국어 영화상 |
| 《핵소 고지》 - 존 길버트 - 《컨택트》 - 조 워커 - 《라라랜드》 - 톰 크로스 - 《맨체스터 바이 더 씨》 - 제니퍼 레임 - 《녹터널 애니멀스》 - 조앤 소블 | 《사울의 아들》 - 네메시 라슬로, 시포스 가보르 - 《디판》 - 자크 오디아르, 파스칼 코슈퇴 - 《줄리에타》 - 페드로 알모도바르 - 《무스탕: 랄리의 여름》 - 드니즈 감제 에르귀벤, 샤를 길리베르 - 《토니 에드만》 - 마렌 아데, 야닌 야코프스키 |
| 애니메이션 영화상 | 단편 애니메이션 영화상 |
| 《쿠보와 전설의 악기》 - 트래비스 나이트 - 《도리를 찾아서》 - 앤드루 스탠턴 - 《모아나》 - 론 클레먼츠, 존 머스커 - 《주토피아》 - 바이런 하워드, 리치 무어 | 《A Love Story》 - 칼레드 가드, 아누슈카 키샤니 나나야카라, 엘리나 러스컴킹 - The Alan Dimension - 잭 클린치, 조너선 하보틀, 밀리 마시 - Tough - 제니퍼 젱 |
| 단편 영화상 | EE 신예 스타상 |
| 《홈》 - 슈파트 데다, 아폴라비 쿠티, 대니얼 멀로이, 스콧 오도널 - Consumed - 리처드 존 시모어 - Mouth of Hell - 바트 개비건, 사미르 메하노비치, 에일리 스미스, 마이클 윌슨 - The Party - 파라 아부시웨샤, 에밋 플레밍, 앤드리아 하킨, 코너 맥닐 - Standby - 잭 해넌, 샬럿 리건 | 톰 홀랜드 - 라이아 코스타 - 루커스 헤지스 - 루스 네가 - 애니아 테일러조이 |

## 같이 보기
- 제74회 골든 글로브상
- 제89회 아카데미 시상식